# Società Ginnastica Pro Lissone 1932-1933
Questa voce raccoglie le informazioni riguardanti la Società Ginnastica Pro Lissone nelle competizioni ufficiali della stagione 1932-1933.
La Pro Lissone scese in campo per tutta la stagione con una maglia a strisce verticali bianco-azzurre.

## Rosa
| N. |                   | Ruolo | Calciatore       |
| -- | ----------------- | ----- | ---------------- |
|    | Italia (bandiera) | C     | Felice Comelli   |
|    | Italia (bandiera) | A     | Carlo Curti      |
|    | Italia (bandiera) | C     | Santino Fusari   |
|    | Italia (bandiera) | A     | Luigi Gelosa     |
|    | Italia (bandiera) | A     | Dario Gerola     |
|    | Italia (bandiera) | A     | Pietro Lorenzini |
|    | Italia (bandiera) | A     | Gino Marazza     |
|    | Italia (bandiera) | C     | Felice Mariani   |
|    | Italia (bandiera) | P     | Antonio Micucci  |

| N. |                   | Ruolo | Calciatore       |
| -- | ----------------- | ----- | ---------------- |
|    | Italia (bandiera) | C     | Giuseppe Micucci |
|    | Italia (bandiera) | D     | Giordano Panzeri |
|    | Italia (bandiera) | A     | Mario Protti     |
|    | Italia (bandiera) | C     | Celso Rimoldi    |
|    | Italia (bandiera) | A     | Achille Sacchi   |
|    | Italia (bandiera) | C     | Pietro Scolari   |
|    | Italia (bandiera) | A     | Domenico Torti   |
|    | Italia (bandiera) | C     | Vico Subinaghi   |

## Arrivi e partenze
| Acquisti | Acquisti       | Acquisti   | Acquisti     |
| -------- | -------------- | ---------- | ------------ |
| A        | Felice Comelli | Comense    | definitivo   |
| C        | Pietro Scolari | ???        | definitivo   |
| A        | Domenico Torti | Pavia      | congedo mil. |
| A        | Gino Marazza   | Pro Patria | definitivo   |

| Cessioni | Cessioni          | Cessioni | Cessioni   |
| -------- | ----------------- | -------- | ---------- |
| C        | Pietro Casanova   | Monza    | definitivo |
| D        | Franco Dell'Acqua | ???      | definitivo |
| C        | Angelo Faggiotto  | Verona   | definitivo |
| D        | Luigi Ferrario    | .        | definitivo |
| A        | Angelo Pedrazzini | Servette | definitivo |